# Попов, Алексей Тихонович (шахтёр)
Алексей Тихонович Попов (14 апреля 1933 года — 31 марта 1997 года) — бригадир ГРОЗ шахты им. 7 Ноября Ленинского рудника. Герой Социалистического Труда, лауреат Государственной премии СССР.

## Биография
Родился в Хакасском селе Ново-Покровка в крестьянской семье. Тяжелый физический труд познал с детства. В 1959 году приехал в город Ленинск-Кузнецкий Кемеровской области, устроился на шахту им. 7 Ноября горнорабочим, затем машинистом шахтных установок.
В 1965 году на шахту пришли первые механизированные комплексы, осваивать и внедрять которые доверили бригаде А. Т. Попова. С 1967 года бригада прочно вошла в числе передовых коллективов Кузнецкого бассейна, работающих с нагрузкой 1000 и более тонн в сутки.
На протяжении многих лет бригада Алексея Попова была школой передового опыта для очистников шахты, рудника и всего угольного бассейна. Они первыми применили в гидравлической системе комплекса вместо масла эмульсию.
Коллектив бригады А. Т. Попова стал первым на руднике 500-тысячником. В 1975 году Попов был удостоен звания лауреата Государственной премии СССР за высокопроизводительное использование горной техники. В 1980 году бригада добывала 850 тыс тонн угля. Затем одной из первых бригада Попова поддержала почин бригады Грехова — добыть не менее 1 миллиона тонн угля комплексом без капитального ремонта — и достигла намеченной цели.
В 1981 году Попов перешёл в отстающую бригаду и вывел её в число стабильно работающих. В 1981 году за выдающиеся производственные достижения Попову было присвоено звание Героя Социалистического Труда.
Будучи на пенсии, Попов работал мастером в профтехучилище № 38. Затем вместе с женой уехал на родину, в Хакасию. Скончался в 1985 году.

## Награды
- Медаль «Серп и Молот»;
- Орден Ленина (2);
- Орден Октябрьской Революции;
- знак «Шахтёрская слава» 3-х степеней.
- Государственная премия СССР (1975).

## Память
В 2011 году на фасаде административно-бытового комбината шахты имени 7 Ноября была установлена памятная доска с именем Попова.